# Howships lakuner
Howships lakuner är mikroskopiska gropigheter i benvävnad som hyser osteoklaster. Dessa anatomiska strukturer är uppkallade efter den brittiske läkaren John Howship (1781-1841).